# Раппард, Фриц-Георг фон
Фридрих (Фриц) Георг Гуго Карл фон Раппард (нем. Fritz Rappard; 15 августа 1892, Оснабрюк — 1 февраля 1946, Великие Луки, РСФСР) — генерал-лейтенант вермахта (1 мая 1943 года). Повешен по приговору советского военного трибунала как военный преступник в 1946 г.

## Биография
С января 1942 года военный комендант Великих Лук.
С 1 ноября 1942 года командир 7-й пехотной дивизии.
Кавалер Рыцарского креста Железного креста с Дубовыми листьями (апрель 1945 года).
10 мая 1945 года взят в плен советскими войсками в районе устья Вислы, Польша.
31 января 1946 года на Великолукском судебном процессе военным трибуналом Ленинградского военного округа осуждён за военные преступления и приговорён к высшей мере наказания. 1 февраля 1946 года повешен на площади Ленина в Великих Луках.